# Măgura (okręg Suczawa)
Măgura (ukr. Магура, Mahura) – wieś w Rumunii, w okręgu Suczawa, w gminie Ulma. W 2011 roku liczyła 351 mieszkańców. 